# Thermoanaerobacterium saccharolyticum
Thermoanaerobacterium saccharolyticum è una specie di batterio appartenente alla famiglia delle Thermoanaerobacteriaceae.